# 欧根河
欧根河，位于中华人民共和国黑龙江省绥化市庆安县境内，是呼兰河右岸支流，发源于庆安县北端高岚山南麓，自东北向西南流经东方红林场、茂林河林场、九连林场、卫东林场、铁力农场、发展乡、同乐镇、勤劳镇、致富乡等地，于绥棱公里（333国道）呼兰河大桥以东汇入呼兰河。河流全长90千米，流域面积2040平方千米，河道平均比降0.42‰～1‰，年均径流量5.025亿立方米。欧根河上游为山区，经济以林业为主；中下游为河谷平原，是黑龙江省大豆、水稻、小麦的主产区之一。